# Нестримні (фільм, 2010)
«Нестри́мні» (англ. «The Expendables») — пригодницький бойовик, що став відомим ще до стадії зйомок. Проєкт Сільвестра Сталлоне за участю багатьох відомих акторів Голлівуду. Світова прем'єра фільму була запланована на 13 серпня 2010.

## У ролях

### Команда «Нестримних»
- Сільвестер Сталлоне — Барні Росс — Лідер загону найманців «Нестримні».
- Джейсон Стейтем — Лі Крістмас(Різдво) — найкращий друг Барні Росса, володіє бойовими мистецтвами, любить використовувати ножі.
- Джет Лі — Ін Янг — майстер бойових мистецтв.
- Дольф Лундгрен — Гуннар Єнсен — шведський снайпер.
- Террі Крюз — Гейл Цезар — підривник загону «Нестримних».
- Ренді Кутюр — Толл Роад — колишній пятикратний чемпіон світу зі змішаних бойових мистецтв за версією UFC.
- Міккі Рурк — ТУП — байкер, власник тату-салону, дає «нестримному» завдання. У минулому служив з Барні, проте зараз «на пенсії».

### Люди Гарзи
- Девід Заяс — Генерал Гарза — диктатор на вигаданому острові «Вілена» в Мексиканській затоці. Для його вбивства і найняли «нестримних».
- Стів Остін — Пейн. Костолом Монро.
- Ерік Робертс — Джеймс Монро. Колишній агент ЦРУ, нині наркобарон.
- Гері Деніелс — Британець — також людина Монро.

### Інші герої
- Жизель Ітьє[en] — Сандра — зв'язковий «Нестримних» на острові «Вілена».
- Каризма Карпентер — Лейсі — подруга Лі.
- Брюс Вілліс (камео, в титрах не зазначений) — Містер Черч — агент ЦРУ, дає завдання «Нестримним» вбити диктатора на острові Вілена.
- Арнольд Шварценеггер (камео, в титрах не зазначений) — Тренч — колишній друг Барні Росса, а нині — голова загону-конкурента «нестримному».

## Кастинг
Буквальний переклад назви «The Expendables» — «витратні предмети постачання», так на військовому сленгу називають солдатів, що приблизно еквівалентно сталому вислову «гарматне м'ясо».
Джейсон Стейтем та Джет Лі вже зустрічалися разом на знімальному майданчику в 2001 і 2007 роках у фільмах «Протистояння» і «Війна» відповідно.
У фільмі задіяні зірки спорту:
- Ренді Кутюр — п'ятиразовий чемпіон світу з боїв без правил за версією UFC в напівважкій і важкії вагових категоріях;
- Стів Остін — професійний реслер, шестиразовий чемпіон світу за версією WWE;
- Террі Крюз — футболіст, півзахисник Національної футбольної ліги США;
- Гері Деніелс — професійний кікбоксер;
- брати-близнюки Антоніо Родріго Ногейра — чемпіон світу з боїв без правил за версією UFC і PRIDE у важкій ваговій категорії — і Антоніо Рожеріо Ногейра — дворазовий чемпіон Бразилії з боксу в суперважкій ваговій категорії і боєць змішаних бойових мистецтв.

У процесі кастингу змінювався акторський склад фільму:
- Жан Клод Ван Даму спочатку запропонували роль, яку отримав Дольф Лундгрен, але після телефонної розмови з Сільвестром Сталлоне, він відмовився.
- Веслі Снайпсу запропонували роль Хела, але йому довелося відмовитися, через його податкові проблеми йому не дозволили виїхати з США без схвалення суду.
- Курту Расселу пропонували роль у фільмі, але він відмовився.
- Сандрі Буллок пропонували роль агента Ліксон.
- Бену Кінгслі пропонували роль Монро.
- Скотту Едкінс пропонували роль Дена Пейна.
- Форест Вітакер не зміг знятися у фільмі у зв'язку із зайнятістю[4]. Пізніше його персонажа повинен був зіграти 50 Cent, але і він був згодом замінений актором і екс-футболістом Террі Крюзом.
- Спочатку планувалося, що Арнольд Шварценеггер зіграє самого себе, але потім з'ясувалося, що він зіграє агента Тренча, який буде намагатися перехопити завдання у головного героя. За заявою Сталлоне, у фільмі обіграно суперництво між двома акторами в кінематографі. Також в сцені присутній Брюс Вілліс, а сама дія відбувається в церкві[5]. Знімання цієї сцени відбувалися один день, 24 жовтня 2009, в Голлівуді, в пресвітеріанській церкві.

У фільмі могли зіграти:
- Аарон Агілера — професійний реслер, чемпіон світу за версією EWF.
- Стівен Сіґал — відмовився брати участь у зніманні через щільний графік.

## Знімання
Знімання фільму почали в лютому 2009 року в Коста-Риці і Луїзіані. У засобах масової інформації також згадувалося, що в березні кілька тижнів фільм зніматимуть у Бразилії. 7 квітня на знімання в місті Мангаратібу, що в декількох годинах їзди від Ріо-де-Жанейро, прибули Сталлоне і Стейтем, а пізніше до них приєднався Ерік Робертс.
У квітні знімання фільму два дні відбувалося на теплоході «Ігарка» Далекосхідного морського пароплавства Росії з портом приписки у Владивостоці.
Сільвестер Сталлоне планує зняти сиквел «Нестримних».

## Саундтрек фільму
Композитором «Нестримних» був Браян Тайлер, з яким Сталлоне працював ще над «Рембо 4». Спеціально для фільму Тайлер написав 20 треків. Також до звукового оформлення фільму та трейлерів до нього доклалася американська рок-група Shinedown. Спеціально для фільму вони написали пісню під назвою «Diamond Eyes (Boom-Lay Boom-Lay Boom)». Також в одному з трейлерів грала пісня «Paradise City» групи Guns N 'Roses. А пісня «The Boys Are Back in Town» групи Thin Lizzy звучала в кількох рекламних роликах на ТБ і в титрах фільму.
Офіційний саундтрек фільму був випущений 10 серпня.
Автор музики і слів Браян Тайлер. 
| «Нестримні»: Офіційний саундтрек до фільму | «Нестримні»: Офіційний саундтрек до фільму | «Нестримні»: Офіційний саундтрек до фільму |
| #                                          | Назва                                      | Тривалість                                 |
| ------------------------------------------ | ------------------------------------------ | ------------------------------------------ |
| 1.                                         | «The Expendables»                          | 3:22                                       |
| 2.                                         | «Aerial»                                   | 2:58                                       |
| 3.                                         | «Ravens And Skulls»                        | 4:49                                       |
| 4.                                         | «Lee And Lacy»                             | 2:15                                       |
| 5.                                         | «Massive»                                  | 3:24                                       |
| 6.                                         | «The Gulf Of Aden»                         | 6:56                                       |
| 7.                                         | «Lifeline»                                 | 4:29                                       |
| 8.                                         | «Confession»                               | 2:56                                       |
| 9.                                         | «Royal Rumble»                             | 3:41                                       |
| 10.                                        | «Scanning The Enemy»                       | 3:47                                       |
| 11.                                        | «The Contact»                              | 1:31                                       |
| 12.                                        | «Surveillance»                             | 3:27                                       |
| 13.                                        | «Warriors»                                 | 3:49                                       |
| 14.                                        | «Trinity»                                  | 4:19                                       |
| 15.                                        | «Waterboard»                               | 3:01                                       |
| 16.                                        | «Losing His Mind»                          | 2:37                                       |
| 17.                                        | «Take Your Money»                          | 2:41                                       |
| 18.                                        | «Giant With A Shotgun»                     | 3:57                                       |
| 19.                                        | «Time To Leave»                            | 1:55                                       |
| 20.                                        | «Mayhem And Finale»                        | 5:47                                       |

Слова і музика всіх пісень Браян Тайлер.

## Цікаві факти
- Машина Ford F-100, на якій буде їздити герой Сильвестра Сталлоне, була зібрана на замовлення компанією West Coast Customs. В 4 серії 3 сезону «Street Customs» показано процес складання цього автомобіля.
- Головний герой фільму «Пси війни» Пол Шеннон (Крістофер Вокен) так само прилітає в країну Зангаро, в якій повинен убити диктатора, під виглядом орнітолога, який фотографує рідкісних птахів.
- Головний герой фільму «Дежа вю» — найманий вбивця, який припливає в Радянський Союз під виглядом професора-ентомолога, щоб убити ватажка місцевої одеської мафії.
- В одному з фільмів бондіани «Помри, але не зараз» Джеймс Бонд представляється орнітологом.
- Фільм став поверненням на великий екран таких зірок як: Арнольд Шварценеггер, Дольф Лундгрен, Гері Деніелс, Джет Лі, Ерік Робертс.
- Режисер та актор Сильвестр Сталлоне переніс 14 травм при створенні фільму. Серед них: зламаний зуб, розрив сухожилля ступні та мікротріщина в ділянці шиї, яка потребувала вставки металевої пластини. Також у нього був бронхіт та поясний лишай.
- Стів Остін міг втратити ногу через піротехнічний вибух. Його врятувала сумка, яку він тримав, — вона прийняла на себе більшу частину пошкоджень. Побачити, як це вийшло, можна на 1:24:05 хронометражу фільму.
- У Рунеті отримала популярність російська озвучка трейлера, в якій з великою правдоподібністю імітуються голоси та манери озвучення Володарського та Гаврилова, авторські озвучення яких були дуже популярними у вісімдесятих-дев'яностих[10].